# Марк Росе
Марк Росе (на френски: Marc Rosset) е швейцарски тенисист, носител на златен олимпийски медал от Летните олимпийски игри в Барселона и победител на двойки от Ролан Гарос от 1992 г.

## Биография
Марк Росе е роден на 7 ноември 1970 г. в Женева, Швейцария.

## Кариера
През 1988 г. за пръв път привлича вниманието на специалистите с достигането си до №4 в световната ранглиста за юноши. През същата година дебютира и в турнири при мъжете, като печели първия си турнир през 1989 г. в Женева. Първата му титла на двойки е от 1991 г. (със Серхи Бругера).
1992 г. е най-успешната година в кариерата на Марк Росе, на летните олимпийски игри в Барселона печели златния медал на сингъл срещу Жорди Аресе в изключително оспорван петсетов мач и резултат 7-6, 6-4, 3-6, 4-6, 8-6. По пътя към финала побеждава последователно Уейн Ферейра, Джим Къриър, Емилио Санчес и Горан Иванишевич. През същата година печели титлата при двойките на Ролан Гарос със сънародника си Якоб Хласек. С отбора на Швейцария за Купа Дейвис достига до финала на турнира, но губи от САЩ, въпреки победата на Росе над водача в световната ранглиста Джим Къриър с 6-3 6-7(9) 3-6 6-4 6-4.
Отново с отбора на Швейцария печели Световната отборна купа през 1996 г. като постига победи над Борис Бекер, Томас Енквист и Серхи Бругера.
През 1998 г. след загубата си в първия кръг на Откритото първенство на САЩ от Доминик Хърбати Марк Росе трябва да лети за Женева с полет на Швейцарските авиолинии. В последния момент той променя плановете си. Самолета, с който е трябвало да пътува претърпява катастрофа над Атлантическия океан, загиват всички 229 души пътници и екипаж.
В края на състезателната си кариера той е игрещ капитан на отбора на Швейцария за Купа Дейвис.
Росе е съветник на Българската федерация по тенис.

## Кариерна статистика

### Сингъл

##### Олимпийски игри
| година | медал  | турнир         | Настилка | съперник    | резултат                     |
| ------ | ------ | -------------- | -------- | ----------- | ---------------------------- |
| 1992   | Златен | Барселона'1992 | клей     | Жорди Арезе | 7−6(7–2), 6−4, 3−6, 4−6, 8−6 |

### ATP финали (15 титли; 23 финала)
|        | П–З  | Година | Турнир                | Клас           | Настилка   | Опонент              | Резултат                     |
| ------ | ---- | ------ | --------------------- | -------------- | ---------- | -------------------- | ---------------------------- |
| Победа | 1–0  | 1989   | Женева Оупън          | Гран при       | Клей       | Гилермо Перес Ролдан | 6–4, 7–5                     |
| Загуба | 1–1  | 1990   | Мадрид Гран При       | Световни серии | Клей       | Андрес Гомес         | 3–6, 6–7(3–7)                |
| Загуба | 1–2  | 1990   | Болоня Аутдор         | Световни серии | Клей       | Ричард Фромберг      | 6–4, 4–6, 6–7(5–7)           |
| Победа | 2–2  | 1990   | Оупън Сюд дьо Франс   | Световни серии | Килим (з)  | Матс Виландер        | 6–3, 6–2                     |
| Победа | 3–2  | 1992   | 1992'Барселона        | Олимпиада      | Клей       | Жорди Арезе          | 7–6(7–2), 6–4, 3–6, 4–6, 8–6 |
| Победа | 4–2  | 1992   | Купа на Кремъл        | Световни серии | Килим (з)  | Карл-Уве Щееб        | 6–3, 6–2                     |
| Победа | 5–2  | 1993   | Оупън 13              | Световни серии | Килим (з)  | Ян Симеринк          | 6–2, 7–6(7–1)                |
| Победа | 6–2  | 1993   | Кънектикът Оупън      | Световни серии | Твърда     | Майкъл Ченг          | 6–4, 3–6, 6–1                |
| Победа | 7–2  | 1993   | Купа на Кремъл        | Световни серии | Килим (з)  | Патрик Кюнен         | 6–4, 6–3                     |
| Победа | 8–2  | 1994   | Оупън 13              | Световни серии | Килим (з)  | Арно Бьоч            | 7–6(8–6), 7–6(7–4)           |
| Загуба | 8–3  | 1994   | Волво Интернешънъл    | Шампионски     | Твърда     | Борис Бекер          | 3–6, 5–7                     |
| Победа | 9–3  | 1994   | Оупън Сюд дьо Франс   | Световни серии | Килим (з)  | Джим Куриър          | 6–4, 7–6(7–2)                |
| Загуба | 9–4  | 1994   | Париж Мастърс         | Сингъл седмица | Килим (з)  | Андре Агаси          | 3–6, 3–6, 6–4, 5–7           |
| Победа | 10–4 | 1995   | Ница Оупън            | Световни серии | Клей       | Евгени Кафелников    | 6–4, 6–0                     |
| Победа | 11–4 | 1995   | Хале Оупън            | Световни серии | Трева      | Михаел Щих           | 3–6, 7–6(13–11), 7–6(10–8)   |
| Загуба | 11–5 | 1996   | Милан Индор           | Шампионски     | Килим (з)  | Горан Иванишевич     | 3–6, 6–7(3–7)                |
| Победа | 12–5 | 1997   | Шампионат на ЕО       | Шампионски     | Твърда (з) | Тим Хенман           | 6–2, 7–5, 6–4                |
| Загуба | 12–6 | 1997   | Ташкент Оупън         | Световни серии | Твърда     | Тим Хенман           | 6–7(2–7), 4–6                |
| Загуба | 12–7 | 1998   | Санкт Петербург Оупън | Световни серии | Килим (з)  | Рихард Крайчек       | 4–6, 6–7(5–7)                |
| Загуба | 12–8 | 1998   | Шампионат на ЕО       | Шампионски     | Твърда (з) | Грег Руседски        | 6–7(3–7), 6–3, 1–6, 4–6      |
| Победа | 13–8 | 1999   | Санкт Петербург Оупън | Световни серии | Килим (з)  | Давид Приносил       | 6–3, 6–4                     |
| Победа | 14–8 | 2000   | Оупън 13              | Международни   | Твърда (з) | Роджър Федерер       | 2–6, 6–3, 7–6(7–5)           |
| Победа | 15–8 | 2000   | Милан Индор           | Межд. Голд     | Твърда (з) | Евгени Кафелников    | 6–4, 6–4                     |

### Двойки

#### Титли на двойки в турнири от Големия шлем (1)
| Година | Турнир      | Партньор    | Съперници                    | Резултат      |
| 1992   | Ролан Гарос | Якоб Хласек | Дейвид Адамс Андрей Олховски | 7–6, 6–7, 7–5 |

### Отборни

#### Отборни титли (1)
| Година | Турнир                           | Съотборници                             | Съперници                               | Резултат |
| 1996   | Дюселдорф, Световна отборна купа | Якоб Хласек Стефан Оберер Лоренцо Манта | Петер Корда Бохдан Улихрах Даниел Вацек | 2-1      |

#### Отборни финали (2)
| Година | Турнир                 | Съотборници                     | Съперници                                                              | Резултат |
| 1992   | Форт Уърт, Купа Дейвис | Якоб Хласек Димитри Стурдза (к) | Андре Агаси, Джим Къриър, Джон Макенроу, Пийт Сампрас, Том Горман (к.) | 1-3      |
| 1996   | Пърт, Хопман къп       | Мартина Хингис Марк Росе        | Ива Майоли Горан Иванишевич                                            | 1-2      |